# Sawgrass Mills
Sawgrass Mills é um shopping center, operado pelo grupo Simon Property Group, de Sunrise, Flórida, uma cidade do Condado de Broward. Com 221 475 m²,  é o sétimo maior shopping dos Estados Unidos, e o maior shopping de um piso, e o segundo maior da Flórida. O shopping abriu em 1990 como o terceiro projeto da antiga empresa Mills Corp, agora parte do Simon Group, e foi expandida quatro vezes desde a abertura, e mais recentemente em 2013. Existem mais de 300 lojas indivíduais, com lojas âncora como Off 5th, J.C. Penney, Super Target.
Por causa do seu tamanho, o shopping é dividido em três partes: O shopping principal com as quatro secções principais  "avenida" e um secção "avenida da moda"; o "Oasis", uma componente ao ar livre aberta em 1999 com 23 cinemas Regal, uma loja Ron Jon Surf Shop, Nordstrom Rack e a secção de lojas outlet aberto em 2006 com lojas e restaurantes.